# Faillo
Faillo (Focide, ... – Locride, 352 a.C.) è stato un militare greco antico.
Generale focese durante la terza guerra sacra, nel 353 a.C. riorganizzò l'esercito dopo la morte di Onomarco e combatté Filippo II di Macedonia presso le Termopili.
Nel 352 a.C. conquistò la Locride Epicnemidia, morendovi poco dopo.
Da non confondere con il più noto Faillo di Crotone, celebre atleta e militare greco antico, vissuto più di un secolo prima .